# Tetrachlorphthalsäureanhydrid
Tetrachlorphthalsäureanhydrid ist eine chemische Verbindung aus der Gruppe der substituierten Carbonsäureanhydride.

## Gewinnung und Darstellung
Tetrachlorphthalsäureanhydrid kann durch direkte Chlorierung von Phthalsäureanhydrid in einem organischen Lösungsmittel dargestellt werden. Nimmt man die Chlorierung in rauchender Schwefelsäure mit Iod als Katalysator vor, so entsteht als Zwischenprodukt 3,6-Dichlorphthalsäureanhydrid.

## Eigenschaften
Tetrachlorphthalsäureanhydrid ist ein brennbarer farbloser Feststoff, der in Form von Prismen oder Nadeln vorliegt. Er ist praktisch unlöslich in kaltem Wasser und geht in heißem Wasser in Tetrachlorphthalsäure über. Durch Reaktion von Tetrachlorphthalsäureanhydrid mit Aminen entstehen Tetrachlorphthalimide, die als Schutzgruppe für Amine in der Kohlenhydrat- und Aminosäure-Chemie dienen.

## Verwendung
Tetrachlorphthalsäureanhydrid wird als flammhemmender Zusatz in Anstrichmitteln verwendet. Es ist ein Ausgangsstoff zur Herstellung von Tetrachlorphthalat-Harzen, Fungiziden, Gummi, Weichmachern, unentflammbaren Wachsen, Kunststoffen und Schmiermitteln. Außerdem ist es ein Härtungskatalysator für Gießmassen aus Aminoplastharzen und Epoxidharzen. Es wird auch zur Herstellung von Phthalocyaninen, Xanthen-Farbstoffen, Isoindolinon- oder Chinophthalon-Pigmenten verwendet und wird auch in Farbfiltern für Flüssigkristallanzeigen, in lithographischen Druckplatten sowie zur Herstellung tetrafluorierter Phthal- und Benzoesäure-Derivate eingesetzt.